# Morrito
Morrito é um município da Nicarágua, situado no departamento de Río San Juan. Tem 679 km² de área e sua população em 2020 foi estimada em 7.461 habitantes.